# Commidendrum
Commidendrum je rod glavočika smješten u podtribus Homochrominae,  dio tribusa Astereae.
Postoji četiri vrste, sve su endemi sa Svete Helene.

## Vrste
1. Commidendrum robustum (Roxb.) DC.
2. Commidendrum rotundifolium (Roxb.) DC.
3. Commidendrum rugosum (Aiton) DC.
4. Commidendrum spurium (G.Forst.) DC.